# Unerázka
Unerázka (německy Unrutz) je malá vesnice, část obce Bezděčí u Trnávky v okrese Svitavy. Nachází se asi 1,5 km na severozápad od Bezděčí u Trnávky. V roce 2009 zde bylo evidováno 18 adres. V roce 2001 zde trvale žilo 57 obyvatel.
Unerázka je také název katastrálního území o rozloze 2,18 km2. Západně od vsi protéká říčka Jevíčka.

## Název
Jméno vesnice znělo zprvu Uněraz (mužského rodu) a bylo odvozeno od osobního jména Uněrad (v jeho první části je staré uněj - "lepší"). Význam místního jména byl "Uněradův majetek". V dalším vývoji původně mužské Uněraz získalo ženský rod a následně bylo zdrobněno na Uněrázka (poprvé doloženo 1437, ač ještě 1446 použita nezdrobnělá podoba). Do písemných zápisů od 16. století pronikalo i nářeční Vomirázka. Německé jméno vzniklo z českého.

## Galerie

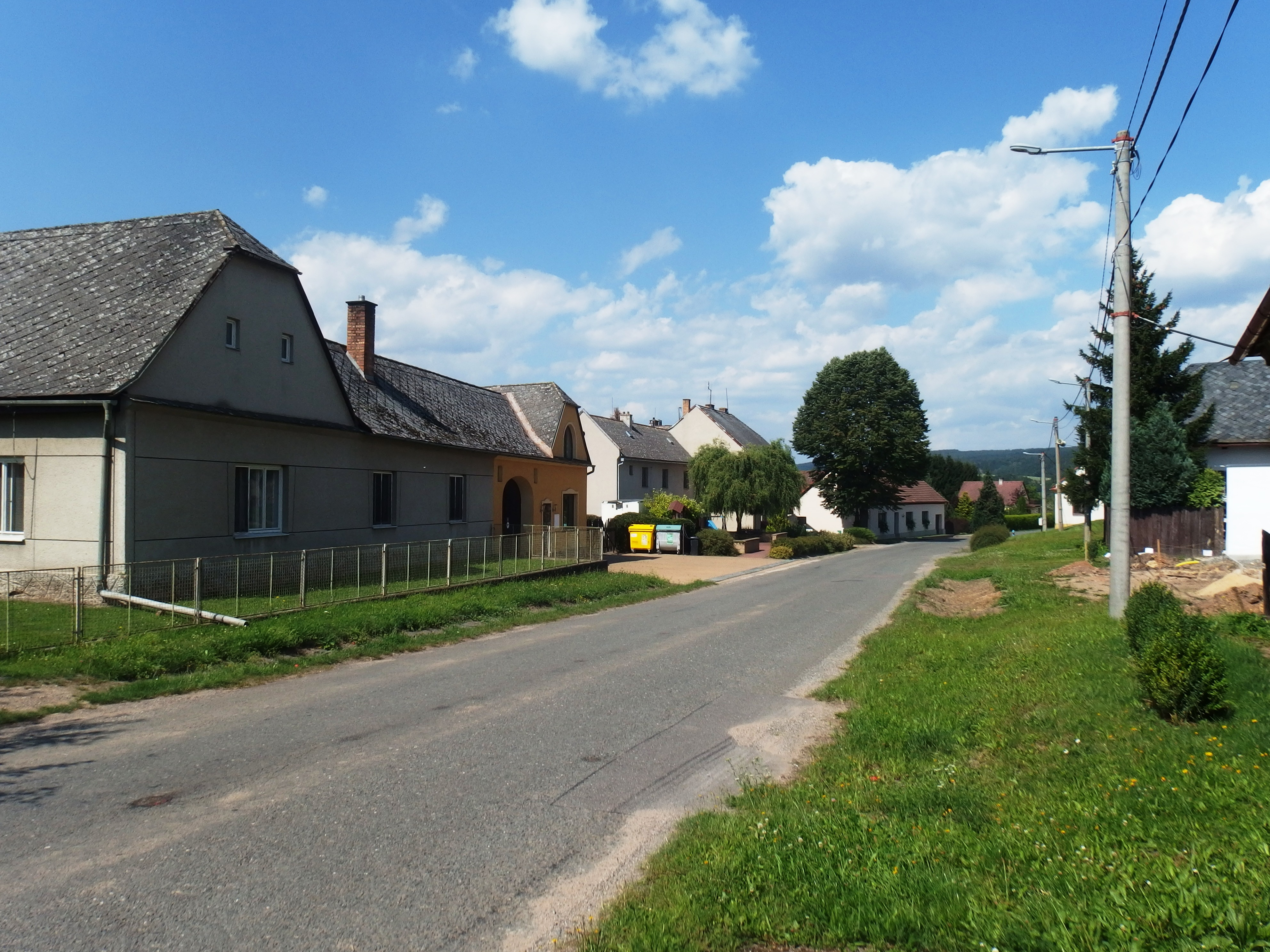
Hlavní ulice
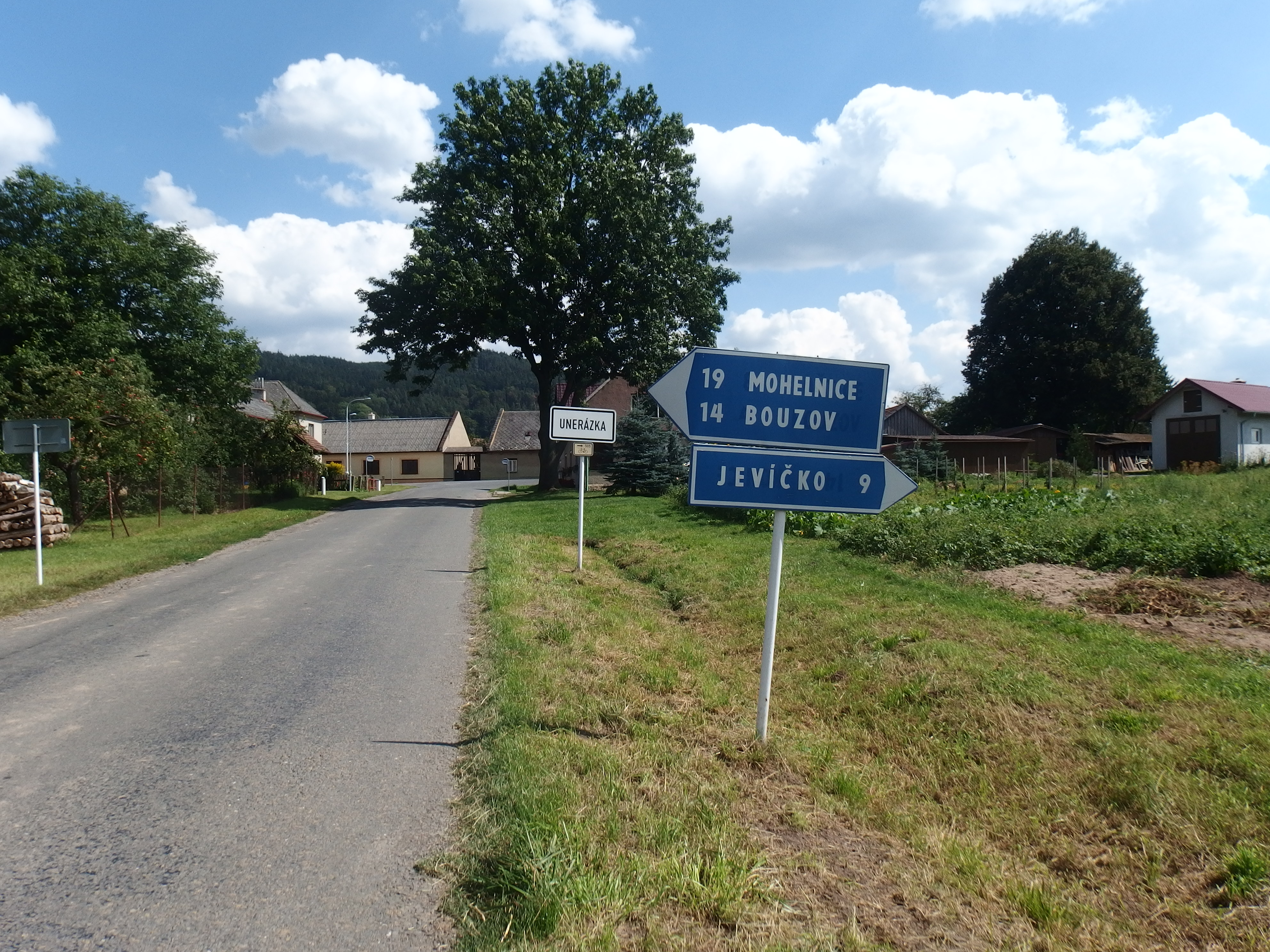
Směrovky na příjezdu od Městečka Trnávky
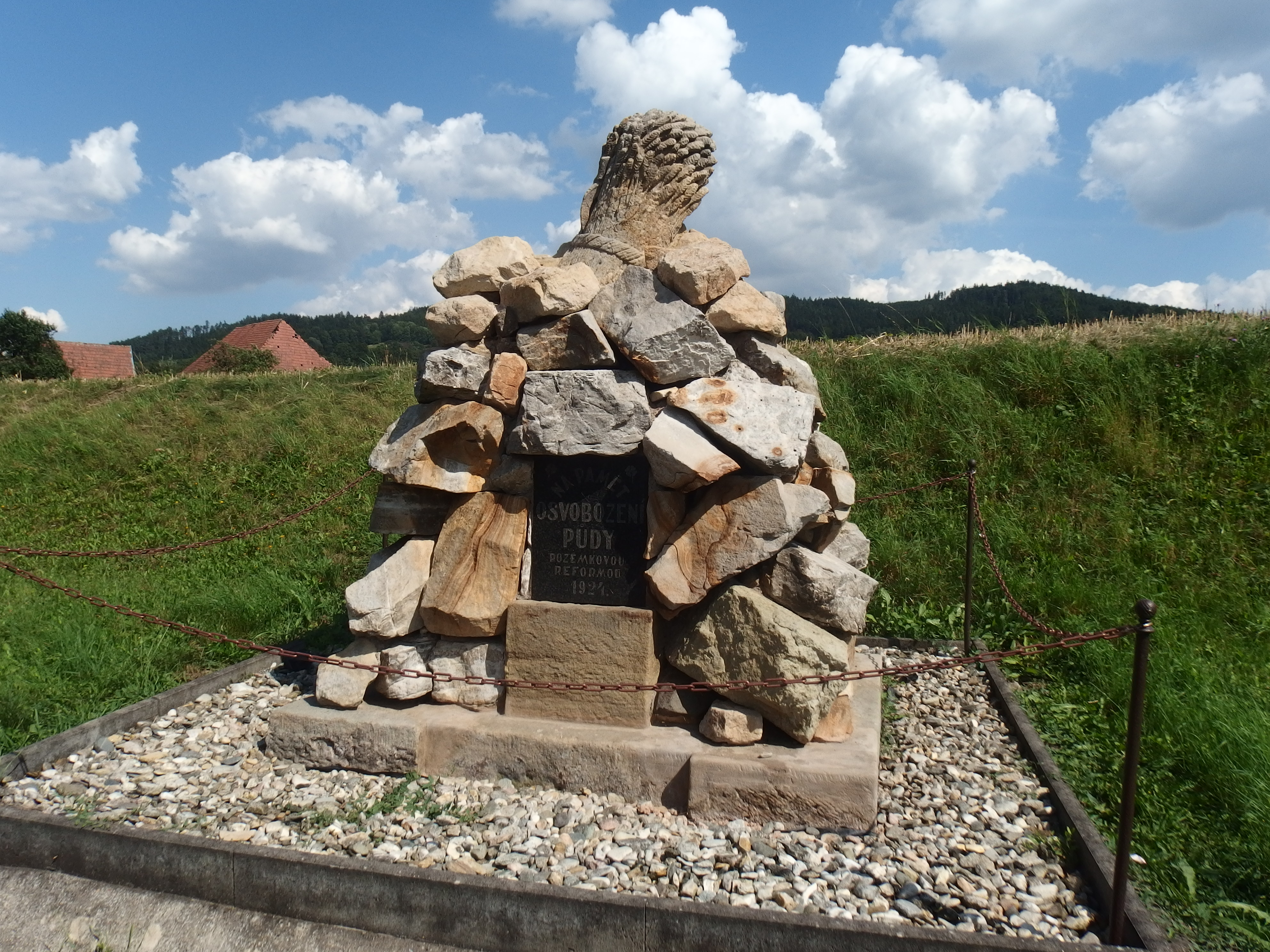
Pomník pozemkové reformy z r. 1924
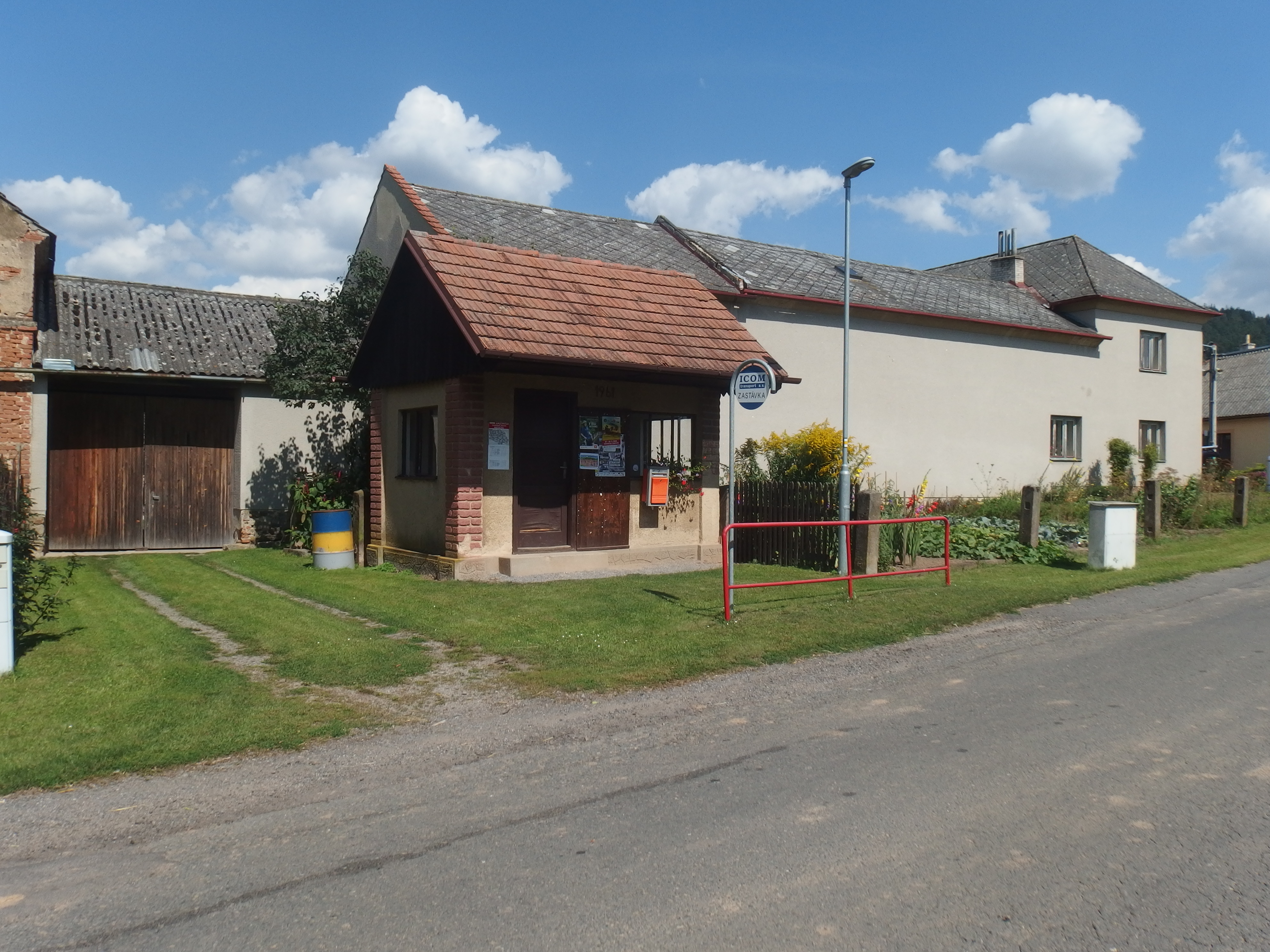
Autobusová zastávka